# Bundesministerium für Familien und Jugend
Das Bundesministerium für Familien und Jugend war für die österreichische Familien- und Jugendpolitik zuständig. Es wurde am 1. März 2014 neu gegründet und übernahm seine Agenden von dem ehemaligen Bundesministerium für Wirtschaft, Familie und Jugend. Das Familienministerium bestand zuvor von 1983 bis 1987.

## Geschichte
Der Bereich Familienpolitik war ab 1966 im Bundeskanzleramt angesiedelt, wo ab 1971 Elfriede Karl als Staatssekretärin damit betraut war. Die Jugendagenden wurden hingegen weitestgehend vom Unterrichtsministerium wahrgenommen, eine formale Zuständigkeit gab es jedoch nicht. De facto wurde die Jugendpolitik maßgeblich vom Bundesjugendring vorgegeben. Das erste österreichische Familienministerium (bereits mit Jugendagenden) wurde 1983 von Fred Sinowatz geschaffen und umfasste ursprünglich auch den Konsumentenschutz. Bereits 1987 wurde es jedoch wieder aufgelöst und die Familien- und Jugendagenden im Umweltministerium angesiedelt. Im Jahr 2000 wurden sie an das Sozialministerium abgegeben, das nun als Bundesministerium für soziale Sicherheit und Generationen firmierte. 2007 wanderte der Bereich Familie/Jugend ins Gesundheitsministerium und nur ein Jahr später in das Wirtschaftsministerium. 2014–2018 bestand wieder ein eigenständiges Familien- und Jugendministerium, dann wurden die Agenden von einer  Kanzleramtsministerin betreut. Von 2020 bis Ende Jänner 2021 bestand ein Bundesministerium für Arbeit, Familie und Jugend. Im Zuge der Umwandlung dieses Ministeriums in ein  Bundesministerium für Arbeit wurden die Familien- und Jugendagenden wieder an eine Kanzleramtsministerin übertragen.

## Aufgaben
Das Bundesministerium für Familien und Jugend war zuständig für:
- Allgemeine Angelegenheiten der Familienpolitik einschließlich der Koordination der Familienpolitik und der Familienförderung sowie Bevölkerungspolitik in Angelegenheiten der Familie und Jugend.
- Angelegenheiten des Familienpolitischen Beirates.
- Angelegenheiten der Familienberatungsförderung.
- Angelegenheiten des Familienlastenausgleiches.
- Familienpolitische Angelegenheiten auf folgenden Sachgebieten:
  - Wohnungswesen;
  - öffentliche Abgaben;
  - Ehe- und Kindschaftsrecht, Vormundschafts-, Pflegschafts- und Sachwalterrecht, Unterhaltsvorschussrecht und Resozialisierung einschließlich des Rechts der Bewährungshilfe;
  - Sozialversicherung einschließlich der Arbeitslosenversicherung, Mutterschutz, allgemeine und besondere Fürsorge sowie Behindertenhilfe;
  - Volksbildung.
- Angelegenheiten der Kinder- und Jugendhilfe, soweit es sich nicht um zivilrechtliche Angelegenheiten handelt.
- Angelegenheiten der außerschulischen Jugenderziehung, soweit es sich nicht um außerschulische Berufsausbildung handelt.
  - Allgemeine Angelegenheiten und Koordination der Jugendpolitik.
  - Ideelle und finanzielle Förderung von Einrichtungen und Veranstaltungen der außerschulischen Jugenderziehung.
  - Ausbildung und Fortbildung von Mitarbeitern der außerschulischen Jugenderziehung, soweit sie nicht in Schulen erfolgt.
- Freiwilligenpolitik im Einvernehmen mit dem Bundesministerium für Arbeit, Soziales und Konsumentenschutz.

## Struktur
Das Bundesministerium war wie folgt gegliedert:
- Bundesministerin
  - Kabinett
  - Bereich Präsidialangelegenheiten
    - Abteilung 1: Präsidialkoordination, Organisation, Personalentwicklung, Ministerrat und Fremdlegistik
    - Abteilung 2: Budget und Haushaltsreferent Untergliederung 25

  - Sektion I – Familien und Jugend
    - Abteilung 1: Ausgleichsfonds für Familienbeihilfen – Familienbeihilfe – Mehrkindzuschlag
    - Abteilung 2: Kinder- und Jugendhilfe
    - Abteilung 3: Kinderbetreuungsgeld, Arbeits- und Sozialrecht
    - Abteilung 4: Familienhilfe (Information, Beratung, Förderung, Härteausgleich)
    - Abteilung 5: Jugendpolitik
    - Abteilung 6: Familienrechtspolitik und Kinderrechte
    - Abteilung 7: Internationale Jugend- und Familienpolitik
    - Abteilung 8: Fahrtenbeihilfen, Freifahrten, Schulbuchaktion und Familienbesteuerung
    - Abteilung 9: Familienpolitische Grundsatzabteilung

## Geschäftsbereiche
Das Bundesministerium für Familien und Jugend hatte keine nachgeordneten Dienststellen.